# Chelmorton
Chelmorton – wieś w Anglii, w hrabstwie Derbyshire, w dystrykcie Derbyshire Dales. Leży 41 km na północny zachód od miasta Derby i 223 km na północny zachód od Londynu.